# 2NE1
2NE1(투애니원)은 대한민국의 4인조 걸 그룹이다. 2NE1은 2009년 3월 27일 빅뱅과 함께 싱글 "Lollipop"을 발매해 데뷔 전부터 많은 관심을 받았다. 이후 2009년 5월 6일 데뷔 싱글 "Fire"를 발매하고 5월 17일 "인기가요"를 통해 정식으로 데뷔했다.
데뷔 시절부터 2NE1은 섹시하거나, 귀여운 소녀이거나 둘 중 하나의 선택지밖에 없었던 K-pop 걸그룹 계에서 제3의 길을 개척한 선구자적 그룹이라는 평을 받고 있다. 또한 2NE1은 단순한 아이돌로 취급당하기보다는 어엿한 아티스트로 인정하는 흐름이 생겨난 것으로 보인다는 평론을 받고 있다.
대한민국 내 음원사이트 멜론은 "현재 대한민국의 걸그룹 중 가장 영향력이 높으며 세계적으로 주목받는 팀을 꼽으라면 단연 2NE1일 것이다. 그들의 행보는 이미 대한민국뿐 아니라 일본을 비롯한 세계 각국의 관심사가 되었으며 전 세계에 많은 팬을 거느리고 있어 2NE1은 이제 명실상부한 글로벌 걸그룹이라 할 수 있다. 2NE1은 단순한 아이돌을 넘어 대한민국 대중문화 산업 전반의 아이콘이라 봐도 무방할 것이다." 또, "음악뿐 아니라 다른 대중문화 산업 전반에 걸친 그룹의 영향력은 상당하다. 2NE1 멤버들이 걸친 옷과 신발, 장신구 등은 순식간에 '2NE1 스타일'이라는 수식어로 팔려나가고 각종 잡지 화보와 광고에서도 2NE1의 얼굴을 만날 수 있다. 지금, 21세기 대한민국을 대표할 만한 가장 역동적이며 에너지가 넘치는 걸그룹이 바로 2NE1이다.." 라며 2NE1을 소개하고 있다.
2009년 7월 8일에는 첫 번째 미니 음반 2NE1 1st Mini Album을 발매해 타이틀곡인 "I Don't Care"로 Mnet 아시안 뮤직 어워드에서 올해의 노래상을 받았다. 2010년 9월 9일에는 첫 번째 정규 음반 To Anyone을 발매했는데, 큰 성공을 거두면서 데뷔 1년 만에 정상급 걸그룹 중 한 팀으로 자리 잡았다. 1집의 타이틀곡은 "Can't Nobody", "Go Away", "박수쳐" 무려 3곡으로, 이 곡들 모두가 음악 프로그램 차트 1위에 오르는 이례적인 기록을 세우기도 하였다. 2011년 7월 28일에는 두 번째 미니 음반 2NE1 2nd Mini Album을 발매해 "Don't Cry", "Lonely", '내가 제일 잘 나가', "Hate You", "Ugly"와 같은 많은 히트곡들을 만들어냈다. 또한 2NE1은 2011년부터 일본 진출을 발표했고 2012년 첫 일본 정규 음반 Collection을 발매했다. 2012년 7월 2NE1은 대한민국에서 새로운 앨범 발매에 앞서 싱글 "I Love You"를 발매해 가온 디지털 차트 1위를 했다. 또한 2012년 7월 28일부터 7개국 11개 도시를 방문하는 첫 월드 투어 NEW EVOLUTION을 하였다. 2013년에는 싱글 "Falling In Love", "Do You Love Me", '그리워해요'를 차례로 발매했다. 2014년에는 4년 만에 두 번째 정규 앨범인 CRUSH를 발매하였고, 걸그룹 최초로 두 번째 월드투어 All Or Nothing World Tour를 하였다.
2016년 4월 5일 멤버 공민지가 탈퇴했고, 그해 11월 25일 투애니원은 공식 해체되어 각자의 길을 걷게 되었다.
2024년 7월 22일 오는 10월 4일부터 6일까지 서울 콘서트를 시작으로 재결합을 발표했다.
현재 멤버 박봄은 건강상의 이유로 활동 중단하여 3인 체제로 팀 활동 중이다.

## 역사

### 2005~2009: 초기
2NE1은 YG 엔터테인먼트에서 10년 만에 나오는 걸 그룹으로, 4년 동안 준비해왔다. 연습생 시절 특별한 일정이 없으면 하루 12시간씩 트레이닝을 받았는데, 다른 아이돌과는 달리 합숙을 하지 않았다. 이후 데뷔 전부터 인터넷상에서 화제가 되며 '여자 빅뱅'이라고 불렸다. 본래 그룹명은 21이였으나, 이미 2005년 21(To Anyone)이라는 남자 솔로 가수가 있던 것으로 알려져 현재의 2NE1으로 그룹명을 바꿨다. 그룹명으로 쓰나미, 쿨칙스, 양싸의 아이들, YG걸스 등 다양한 이름이 거론되었으나, 그룹명 공개 몇 시간 전 새벽에 2NE1이라는 이름으로 급하게 정해졌다. 2NE1이라는 그룹명은 "21세기의 새로운 진화 (21C New Evolution)", "21살의 나이처럼 항상 도전적이고 신선한 음악을 선보인다"는 의미를 가지고 있다.
2009년 3월 27일 같은 소속사인 빅뱅과 함께 디지털 싱글 "Lollipop"을 발표했다. "Lollipop"은 싸이언 휴대전화 롤리팝의 CM으로 발표되었지만 대한민국의 각종 음원 사이트 1위를 휩쓸며 데뷔 전부터 많은 관심을 받았다. "Lollipop" 뮤직비디오가 공개되자 미국 연예계의 유명 블로거인 페레즈 힐튼은 자신의 블로그에 뮤직비디오를 소개해 호평을 했고, 이 외에 여러 평론가들로부터도 호평을 받았다.

### 2009~2010:2NE1 1st Mini Album, 1집To Anyone

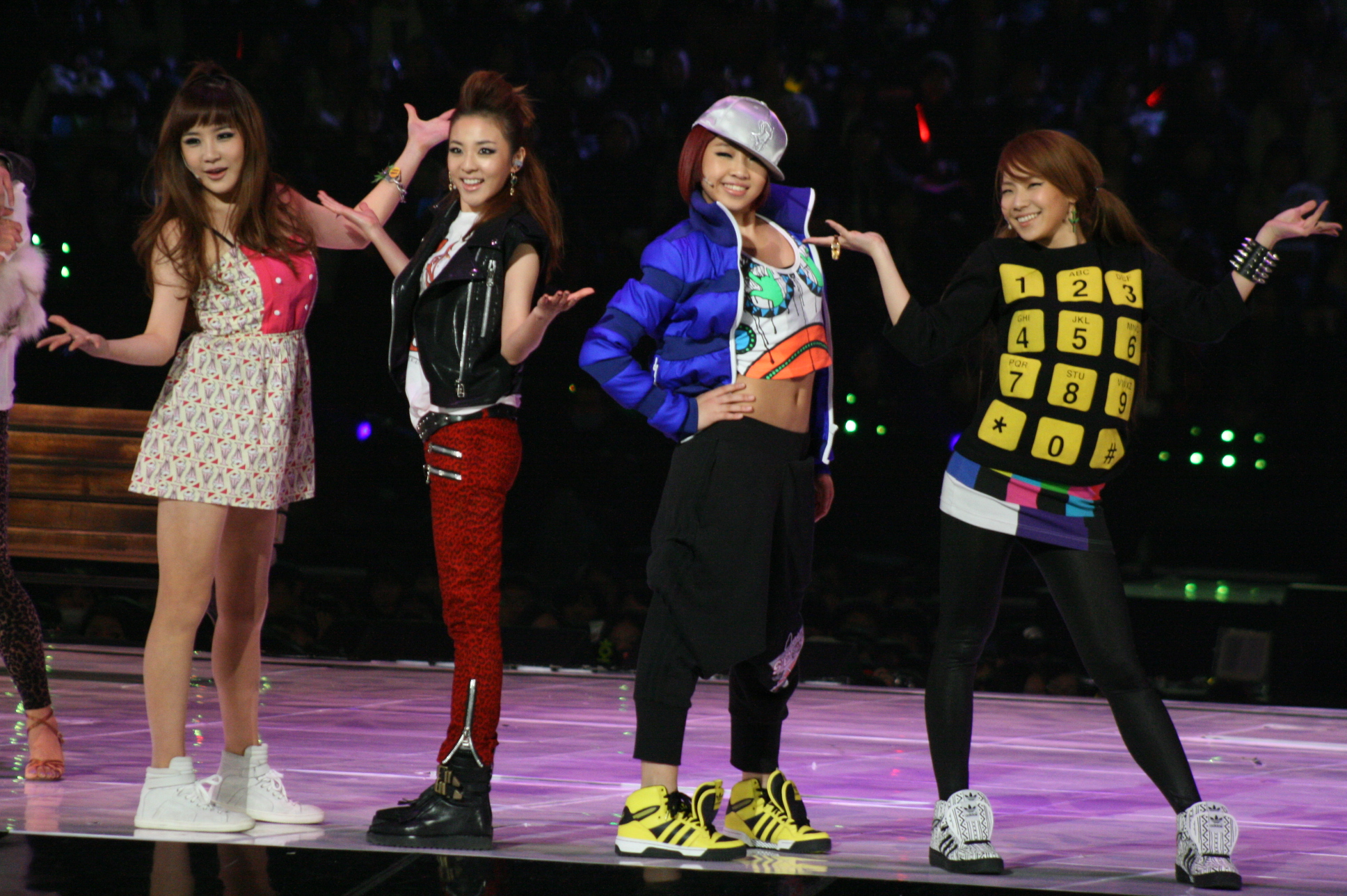
2009년 Mnet 아시안 뮤직 어워드 시상식에서 "I Don't Care" 공연 중의 2NE1.

2009년 4월 30일 소속사 대표 양현석은 2NE1의 데뷔 날짜를 공개하고 데뷔곡은 레게풍 힙합 노래라고 알렸다. 2009년 5월 6일 데뷔곡 "Fire"을 디지털 싱글로 발매하고 11일 후인 2009년 5월 17일 SBS "인기가요"에서 정식으로 데뷔 무대를 가졌다. 페레즈 힐튼은 "Lollipop"에 이어 "Fire"도 "그들의 명성에 걸맞다"라는 글과 함께 뮤직비디오를 올렸다. 노래는 발매되자마자 각종 음원 차트 1위에 올랐는데, 데뷔 한달 만에 SBS 인기가요에서 뮤티즌송을 수상했다. 또한 6월 열린 싸이월드 디지털 뮤직 어워드에서는 이 달의 노래, 이 달의 신인을 비롯, 3관왕을 차지했다.
"Fire" 활동이 끝나고 두 달 뒤인 2009년 7월 8일 첫 번째 미니 음반 2NE1 1st Mini Album을 발매했다. 2NE1의 첫 번째 미니 음반은 한터차트 기준 초동 판매량만 5만 장으로, 발매된 해에 20만 장에 가까운 판매고를 올렸다. 타이틀곡은 테디가 작곡한 "I Don't Care"로 SBS "인기가요"에서는 3주 연속 뮤티즌송을 수상했고, 많은 음원 차트에서 1위에 올랐다. 타이틀곡 활동 이 외에도 음반의 수록곡 "Pretty boy", "In the club"의 무대도 선보였다. 첫 미니 앨범 활동 이후 멤버들은 솔로 및 유닛 활동을 시작했는데, 제일 먼저 박산다라가 9월 7일 디지털 싱글 "Kiss"를 발매했다. 두 번째 솔로 활동은 메인보컬인 박봄으로 디지털 싱글 "You And I"를 발표하여 많은 인기를 얻었고, 세 번째는 공민지와 CL이 듀엣으로 디지털 싱글 "Please Don't Go"를 발매했다. 이 곡 역시 각종 음원차트에서 1위를 하는 등 많은 인기를 얻었다. 같은 해 11월 21일 열린 제11회 Mnet 아시안 뮤직 어워드에서 데뷔 1년만에 대상을 차지했는데, 이 날 "I Don't Care"로 올해의 노래상과 여자 부문 신인상 등을 수상하며 4관왕에 올랐다. 이어 12월 16일에 열린 2009 멜론 뮤직 어워드에서도 신인상을 수상하는 등 2관왕을 차지하였다.
2010년 9월 1일 2NE1은 데뷔 첫 정규 앨범 To Anyone의 발매를 예고하고 멤버들의 컨셉과 수록곡들을 공개했다. To Anyone은 2010년 9월 9일 발매되었으며, 2NE1의 다양한 음악 스타일을 보여주기 위해 가요계 사상 최초로 타이틀곡을 "Go Away", "Can`t Nobody", '박수쳐'세 곡을 선정하여 활동하였다. To Anyone은 비평가들에게 다양한 평가를 받았지만, 대체적으로 긍정적인 평가를 받았다. 앨범은 발매되자마자 각종 실시간 차트 정상을 차지했고 음악 프로그램에서 세 곡 모두 1위에 올려놓는 진기록을 남겼다. 특히 SBS "인기가요"에서는 'Can't Nobody'가 트리플크라운을 달성하고 바로 다음주에 또 다른 타이틀곡인 'Go Away'가 1위에 오르면서 인기가요 방송 사상 최초로 4주 연속 1위를 하는 기록도 남겼다. 가온 차트에서는 최고 "Go Away"가 3위, "Can`t Nobody"는 2위, '박수쳐'는 4위까지 올랐다. 2010년 11월 28일 마카오에서 열린 제12회 Mnet 아시안 뮤직 어워드에선 지난해에 이어 올해의 가수상이라는 대상을 수상했고 이 외에 여자 그룹상 등 5관왕을 기록했다. 이어 12월 15일에 열린 2009 멜론 뮤직 어워드에서는 대상에 해당하는 앨범상을 수상하는 등 2관왕을 차지했고, 2011년 2월 23일 열린 제8회 한국대중음악상에서는 최우수 댄스 & 일렉트로닉 음반 부문상을 수상했다.

### 2011~2013:2NE1 2nd Mini Album및 해외 활동
2011년 4월 21일부터 3주마다 1곡씩 선공개를 하는 전략 아래 박봄은 2011년 4월 21일 "DON`T CRY"를 발매하며 2NE1의 새로운 미니 앨범 발매를 알렸고, "DON`T CRY"는 가온 디지털 차트 2주 연속 1위에 오르며 큰 인기를 얻었다. 같은 해 5월 12일 미니 앨범의 첫 싱글 "Lonely"를 발매했고 가온 디지털 차트 1위에 올랐다. "Lonely"는 원래 방송 활동을 할 예정이 없었던 곡이었지만 많은 인기를 얻어 2011년 5월 29일 SBS "인기가요"에서 한 번만 공연을 했고 뮤티즌송을 수상했다. "Lonely"의 뮤직비디오는 세계적으로 관심을 받으며 유튜브에서 조회수 1000만 건을 넘어 상반기 동안 대한민국 유튜브에서 가장 많이 본 동영상으로 뽑혔다. 두 번째 싱글 '내가 제일 잘 나가'역시 가온 차트에서 1위를 차지하며 2번 연속 1위에 올랐다. 2011년 7월 21일에는 미니 앨범의 수록곡들이 공개되었고, 이에 앞서 "Hate You"를 세 번째 싱글로 발매해 다수 음원차트에서 실시간 1위에 올랐고 가온 디지털 차트에서는 3위에 올랐다. 타이틀 곡인 "UGLY"는 5위로 데뷔했으며, 이후 2011년 8월 둘째주 차트에서 1위에 올랐다. 이로써 2NE1은 총 6곡이 담긴 한 앨범에서 5곡의 수록곡들을 모두 1위에 올려놓는 기록을 세우게 되었다("Don't Cry", "Lonely", '내가 제일 잘 나가', "Hate You", "UGLY"). 2011년 7월 28일 발매된 두 번째 미니 앨범 2NE1 2nd Mini Album은 발매 첫 주 가온 앨범 차트 1위에 올랐다. 또한 2NE1의 두 번째 미니 앨범은 미국에 공식 발매를 하기도 전에 빌보드 월드 앨범 차트 4위, 히트시커스 앨범 차트 34위에 올랐다. 2011년 8월 26일과 28일에 걸쳐서는 대한민국 올림픽공원에서 첫 단독 콘서트 NOLZA를 성황리에 마쳤다.

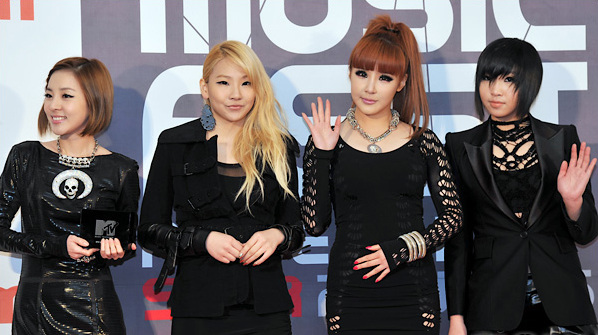
2011년 2NE1.

2NE1은 2011년 9월 21일 일본에서 첫 EP 앨범 NOLZA를 발매했다. 이 앨범에는 한국에서 먼저 발매했던 2NE1 2nd Mini Album의 수록곡들을 일본어로 바꿔불러 수록했다. NOLZA는 오리콘 일간 앨범 차트 1위는 물론, 일본에서 발매 첫 주 26,334장을 팔아 오리콘 주간 앨범 차트 1위에 올랐다. 2011년 11월 16일에는 일본에서 데뷔 싱글 "Go Away"를 발매했고, 발매 첫 주 13,581장을 팔아 오리콘 주간 싱글차트 12위에 올랐다. 같은 달, 2NE1은 MTV Iggy에서 투표로 진행된 "2011년 세계 최고의 신인 밴드"에서 가장 많은 득표율로 우승자로 선정되었고, MTV 측은 "독창적인 룩을 보여주면서 메시지가 담긴 음악을 선보이고 있다"고 소개했다. 12월 12일에는 뉴욕 타임스퀘어에 있는 MTV 스튜디오에서 우승 기념 공연을 펼쳤다. 2012년 3월 28일에는 두 번째 싱글 Scream을 발매해 오리콘 위클리 싱글차트 최고 14위를 했다. 같은 날, 2NE1의 일본 데뷔 앨범 Collection을 발매했다. 데뷔 앨범에는 "Fire", "I Don't Care", "Go Away"와 같은 한국 히트곡을 일본어로 편곡해 수록한 곡과 1984년 마돈나의 히트 싱글 "Like a Virgin" 등을 수록했다. 2012년 6월 23일 일본 치바 마쿠하리 멧세 이벤트홀에서 열린 2012 MTV 비디오 뮤직 어워드 재팬에서 빅뱅에 이어 한국 가수로써는 두 번째로 최우수 신인상을 수상했다.
한편, 2012년 7월 5일 2NE1은 한국에서 새로운 앨범 발매에 앞서 싱글 "I Love You"을 발매했고, 2012년 7월 28일부터 한국 서울을 시작으로 7개국 11개 도시를 방문하는 첫 월드 투어 NEW EVOLUTION을 시작했다. 2013년 7월 8일에는 레게 풍의 팝 노래 "Falling In Love"를 발매하여 가온 연간차트 96위에 차트인하는 등 기염을 토했다.

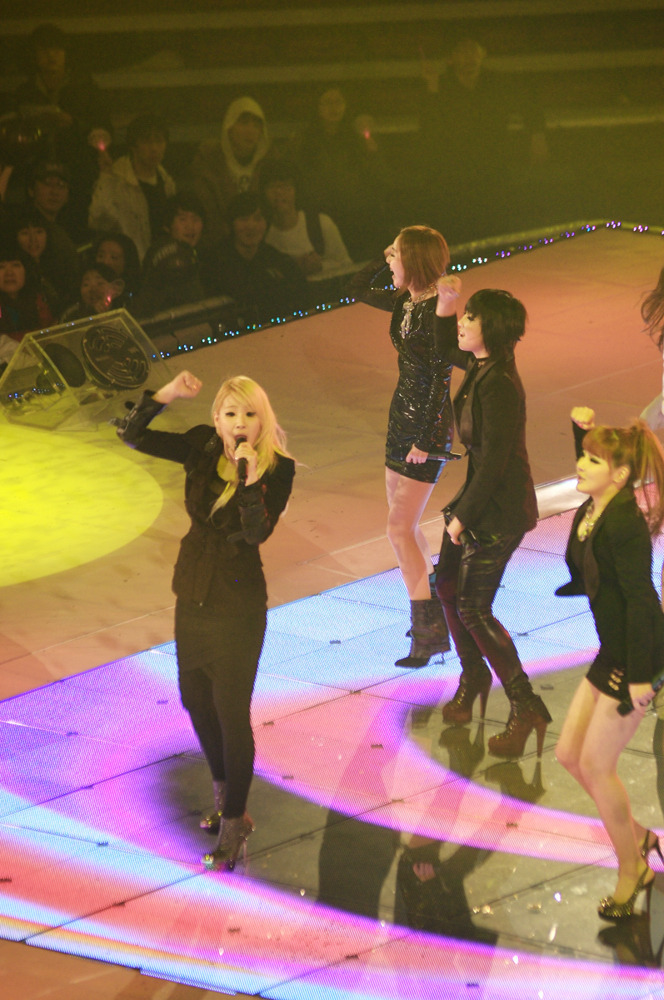
MTV Daum Music Fest 2011에서의 2NE1.

### 2014~2015: 2집CRUSH와 활동 중단
2014년 1월 15일 2NE1은 YG 공식블로그를 통해 두 번째 월드 투어 제목이 ALL OR NOTHING이라고 밝혔다. 두 번째 월드 투어 All Or Nothing World Tour은 21일 서울을 시작으로 13개 도시에서 17회 공연을 예정으로 했다. 2NE1은 2014년 2월 27일 목요일 두 번째 정규 음반 CRUSH를 발매하였다. 발매 직후 2NE1은 10여개의 주요 음원차트에서 실시간 1위를 기록했고, 더블 타이틀곡 '너 아님 안돼'와 'Come Back Home'은 각자 1,2위를 차지하며 서로 1위 자리를 두고 경쟁하는 모습까지 보여주었다. 심지어 여러 주요 음원차트에서는 1위부터 9위, 혹은 10위까지 수록곡 전곡이 줄세우기까지 기록해 화제를 모았다. 발매 다음 주에는 타이틀곡 'Come Back Home'은 가온 디지털 주간차트 2위에 올랐다. 2NE1의 2집은 해외에서도 우수한 성과를 거두었다. 빌보드지는 앨범 발매 전부터 빌보드 앨범차트 <Billboard 200>에 진입할 수 있는 가능성이 크다고 예상을 했었는데, 2014년 3월7일 업데이트 될 빌보드 앨범차트 <Billboard 200> 3월 15일자 차트에서 61위로 데뷔하여 한국 가수 가운데 첫 100위권 내에 진입함과 동시에 2014년 기준 가장 높은 순위로 데뷔한 가수가 되었다.
또한, 이례적으로 美 L.A 타임즈와 음악웹진 피치포크 등 유수의 매체에서 앨범 CRUSH에 대한 리뷰를 내놓는등 좋은 반응을 이끌어 냈다. 2014년 6월 30일 세계일보를 시작으로 2010년 10월 당시 멤버 박봄의 마약밀수 의혹이 보도되면서 2NE1은 SBS 가요대전을 제외한 모든 연말 시상식에 불참하는 등 국내 활동에 공백기를 가지게 되고, 10월에는 씨엘 홀로 SIA 시상식에 참석, SBS 가요대전에서도 멤버 박봄을 제외한 나머지 세 멤버만 참석했다. 이날 2NE1은 멤버 박봄의 스캔들 이후의 첫 공식 스케줄이었음에도 2014년 SBS 가요대전 최고 시청률을 기록하며 여전한 인기를 증명했고, 톱10과 올해의 여자 그룹 상 등 2개의 주요 부문을 수상하였다. 이후 연말에는 멤버 씨엘이 미국의 유명 매니저 스쿠터 브라운과 계약하면서 미국 진출 계획을 발표했다.
2014년 12월 21일 SBS 가요대전을 마지막으로 2NE1은 멤버별 개인 활동에 집중하면서, 해체설이 돌기 시작했다. 논란을 일으켰던 멤버 박봄은 자숙, 멤버 산다라박은 연기 활동, 씨엘은 미국 진출을 위해 YG엔터테인먼트와 재계약을 1년 앞당기고 음악 작업에 돌입, 공민지는 댄스 아카데미를 설립했다. 별다른 소식이 없던 도중 2015년 11월 9일 소속사 YG엔터테인먼트는 티저 이미지를 공개한다. 공개된 티저 이미지 속에는 숫자 21이 반복돼 2NE1의 완전체 컴백이 아니냐는 추측이 나왔는데, 멤버 씨엘의 미국 데뷔 앨범 수록곡 "Hello Bitches" 선공개로 밝혀졌다. YG엔터테인먼트는 2015 MAMA에서 "Hello Bitches"의 첫 무대를 가질 것이라는 공식 입장을 내놓고, 씨엘은 마마에서 단독 무대를 가졌다. 씨엘의 무대가 끝난 후, 예고도 없이 2NE1 멤버 전원이 깜짝 출연해 데뷔곡"Fire"와 대표곡 "내가 제일 잘 나가"를 불렀다. 이 무대에는 자숙중이던 멤버 박봄도 출연해, 약 1년 8개월 만에 방송에서 4명 모두가 함께한 무대를 보여주었다.

### 2016: 해체
2016년 4월 5일 오전, 갑작스럽게 멤버 공민지가 2NE1을 탈퇴하기로 결정했으며, 새 소속사를 찾는 중이라는 기사가 공개돼 화제를 모았다. 이에 YG 엔터테인먼트는 입장 정리 중이라고 발표했고, 오후에 공민지가 재계약을 하지 않고 그룹을 탈퇴하기로 결정했음을 발표했다. YG엔터테인먼트 측은 “1월, 멤버들과 개별 면담을 통해 재계약 의사와 팀의 재도약에 대한 의지를 전달했지만 공민지는 뜻을 함께하지 못하게 됐다”라며 공민지의 탈퇴 소식을 전했고, 양현석 대표 프로듀서가 나머지 세 멤버 씨엘, 박봄, 산다라박을 만나 “무슨 일이 있어도 2NE1을 끝까지 지켜나가고 싶다. 어려울수록 힘을 합쳐 잘 극복하자"고 대화를 나누었다며 팀 유지 의사를 밝혔다. 이에 이어서 "2NE1은 국내뿐 아니라 글로벌 팬들이 신곡과 컴백을 기다리고 있는 7년 차 그룹이다. 2년 전 불미스러운 일로 공식 활동을 중단하고 있는 상황에 한 명이 탈퇴하는 또 다른 위기를 겪고 있지만 최선을 다해 극복하고 이겨내겠다. 가장 2NE1스러운 음악으로 다시 찾아 뵙겠다"며 그룹의 복귀에 대해서도 짧게 언급했다. 한달 뒤인 5월 5일, YG엔터테인먼트는 씨엘, 산다라박과 재계약을 마쳤고, 공민지는 뮤직웍스로 소속사를 이적하고 솔로 활동 계획을 발표했다.
2016년 11월 26일 YG는 홈페이지에 "5월 2NE1의 전속 계약이 만료됐고, 공민지 양이 함께 할 수 없게 된 상황 속에서 YG는 나머지 멤버들과 오랜 상의 끝에 2NE1의 공식 해체를 결정하게 되었습니다."라며 2NE1의 해체 소식을 전했다. 해체의 이유에 대해서는 "활동을 지속해 나가는 것은 무리가 있다고 판단, 기약 없는 2NE1의 활동을 기대하기보다는 멤버들의 솔로 활동에 매진하기로 결정하게 된 것입니다." 라며 회사와 멤버들의 입장을 전했고, "YG는 지난 5월 이후 CL과 산다라박의 솔로 계약을 체결했으며, 아쉽게도 박봄 양은 재계약을 체결하지 않았음을 공식적으로 알려드립니다"는 내용을 덧붙이며 YG엔터테인먼트에 산다라박과 씨엘 두 멤버만 남게 된 소식을 전했다.

### 2022: 재결합 및 완전체 무대
4월 17일, 2NE1은 美 코첼라서 6년 4개월 만에 완전체 무대를 펼쳤다.

### 2024: 재결합
7월 22일, 오는 10월 4일부터 6일까지 서울 콘서트를 시작으로 재결합하여 해외 투어를 시작하기로 밝혔다.
12월 25일, SBS 가요대전에 10년만에 출연했다.

### 2025:
8월 6일, 멤버 박봄은 건강상의 이유로 활동 중단하여 3인 체제로 팀 활동 중이다.

## 기타
- 소속사 대표인 양현석이 직접 지은 그룹명은 애초 '21'으로 숫자표기를 영어로 읽는 방식(투애니원)이었으나, 동명의 남자 솔로 가수 'To anyone'이 있다는 사실이 알려지면서 대형 소속사가 무명 가수의 이름을 함부로 빼앗는 것이 아니냐는 비난 여론이 거세졌다. 이에 YG 엔터테인먼트는 사과문을 공식 발표하였고, 그룹명을 같은 발음인 '2NE1'으로 바꾸었다.[68][69][70]
- 2009년 7월 2일 멤버들의 맨 얼굴 사진이 인터넷에 무단으로 유포되었다. 이에 대해 소속사의 한 관계자는 2NE1 공식 카페에 남긴 글을 통해 해당 사진은 2NE1의 스타일리스트를 맡을 후보들을 테스트하던 과정에서 탈락된 한곳에서 찍은 스텝용 사진이었으며, 2NE1의 첫 미니앨범 발매에 앞두고 있는 시점에서 일어난 점을 미루어 볼 때 악의적인 유출로 의심되는 만큼 경위를 철저히 조사해 회사차원에서 강력하게 대응해 나가겠다고 밝히기도 하였다.[71]

## 구성원
| 이름     | 소개 |
| -------- | --- |
| CL       | - 본명 : 이채린 (李彩麟) - 생년월일 : 1991년 2월 26일(34세) - 출생지 : 대한민국 서울특별시 - 유닛그룹 : CL & 민지 - 활동기간 : 2009년 5월 17일 ~ 2016년 11월 25일, 2024년 10월 4일 ~ 현재                                     |
| 박봄     | - 이름 : 박봄 (Park Boum) - 생년월일 : 1984년 3월 24일(41세) - 출생지 : 대한민국 서울특별시 - 학력 : 버클리 음악 대학 (Berklee College of Music) 휴학 - 활동기간 : 2009년 5월 17일 ~ 2016년 11월 25일, 2024년 10월 4일 ~ 현재 |
| 산다라박 | - 이름 : 박산다라 (Sandara Park) - 생년월일 : 1984년 11월 12일(40세) - 출생지 : 대한민국 부산광역시 - 가족 : 천둥 (남동생) - 활동기간 : 2009년 5월 17일 ~ 2016년 11월 25일, 2024년 10월 4일 ~ 현재                            |
| 공민지   | - 이름: 공민지 (孔旻智) - 생년월일 : 1994년 1월 18일(31세) - 출생지 : 대한민국 서울특별시 - 학력 : 백석대학교 신학 - 유닛그룹 : CL & 민지 - 활동기간 : 2009년 5월 17일 ~ 2016년 4월 5일, 2024년 10월 4일 ~ 현재               |

## 도서
- 2012년 "What's up We're 2NE1(2NE1 sPhoto Essay Book)" (페이퍼북, ISBN 9788997148189)